# Pearsonomys annectens
Pearsonomys annectens (Patterson, 1992) è un roditore della famiglia dei Cricetidi, unica specie del genere Pearsonomys (Patterson, 1992), endemico del Cile.

## Descrizione

### Dimensioni
Roditore di piccole dimensioni, con la lunghezza della testa e del corpo tra 112 e 130 mm, la lunghezza della coda tra 71 e 95 mm, la lunghezza del piede tra 19 e 30 mm, la lunghezza delle orecchie tra 11 e 21 mm e un peso fino a 61 g.

### Caratteristiche craniche e dentarie
Il cranio è delicato ed allungato, le ossa nasali e pre-mascellari si estendono in avanti a formare un piccolo tubo, le placche zigomatiche sono fortemente inclinate, la regione inter-orbitale è liscia e rotonda. Gli incisivi sono poco sviluppati, quelli superiori sono arancioni chiari, lisci ed ortodonti.
Sono caratterizzati dalla seguente formula dentaria:

### Aspetto
La pelliccia è ruvida. Il colore generale del corpo è marrone con la base dei peli bianco-grigiastra e con dei riflessi giallo-brunastri sul ventre. Il dorso delle zampe è brunastro. I piedi sono lunghi, gli artigli delle zampe anteriori sono lunghi. Le orecchie sono relativamente grandi. La coda è più lunga della testa e del corpo ed è marrone. Il cariotipo è 2n=56 FN=62.

## Biologia

### Comportamento
È una specie parzialmente fossoria.

## Distribuzione e habitat
Questa specie è conosciuta soltanto nella Regione di Los Lagos, nel Cile meridionale.
Vive nelle foreste pluviali temperate.

## Conservazione
La IUCN Red List, considerata l'estensione del proprio areale inferiore a 20.000 km² e ristretto a poche località e il continuo declino nell'estensione e nella qualità del proprio habitat, classifica P.annectens come specie vulnerabile (VU).